# Archidium
Genre
Archidium est un genre de mousses de la famille des Archidiaceae.

## Liste d'espèces
Selon ITIS (29 mars 2018) :
- Archidium alternifolium (Hedw.) Schimp.
- Archidium donnellii Aust.
- Archidium hallii Aust.
- Archidium minus (Ren. et Card.) Snider
- Archidium ohioense Schimp. ex C. Müll.
- Archidium phascoides Bridel
- Archidium tenerrimum Mitt.